# Дикі жінки (фільм, 1918)
«Дика жінка» (англ. Wild Women) — американський комедійний вестерн режисера Джона Форда 1918 року.

## Сюжет
Гарі Шаєнн і деякі з його друзів загадково викрадені з метою шантажу, їх вивезли на безлюдний острів, який, виявляється, кишить дикими жінками.

## У ролях
- Гаррі Кері — Гарі Шаєнн
- Моллі Мелоун — принцеса
- Марта Меттокс — королева
- Ед Джонс — Пелон
- Вестер Пегг — Пегг
- Е. Ван Бівер — «Бос»
- Вілтон Тейлор — Джо